# Мрамор (Хасковська область)
Мра́мор (болг. Мрамор) — село в Хасковській області Болгарії. Входить до складу общини Тополовград.

## Населення
За даними перепису населення 2011 року у селі проживали 427 осіб.
Національний склад населення села:
| Національність   | Кількість осіб | Відсоток |
| ---------------- | -------------- | -------- |
| болгари          | 376            | 89,3%    |
| цигани           | 38             | 9,0%     |
| інша             | 6              | 1,4%     |
| Всього відповіли | 421            |          |

Розподіл населення за віком у 2011 році:
Динаміка населення: